# Karl Vaino
Karl Genrikhovich Vaino (estonià: Karl Vaino ; rus: Карл Генрихович Вайно ; àlies Kirill Voinov; 28 de maig de 1923 - 12 de febrer de 2022) va ser un polític soviètic nascut a Rússia a l'Estònia ocupada pels soviètics. Entre 1978 i 1988 va ser el líder formal del Partit Comunista de la RSS d'Estònia.

## Biografia i carrera
Karl Genrikhovich Vaino va néixer l'any 1923 i es va criar a la ciutat de Tomsk, Sibèria, a l'aleshores Rússia soviètica. El seu pare Heinrich Vaino (més tard russificat com Genrikh; 1889-1965) era un actiu bolxevic estonià que s'havia traslladat a Sibèria el 1918 després que la invasió russa bolxevic a Estònia hagués fracassat a la Guerra d'Independència d'Estònia de 1918-1920. La seva mare, Liidia de soltera Savi, era filla d'immigrants estonians que s'havien establert a Sibèria a principis del segle XX. Després de graduar-se a l'actual Universitat Estatal de Transport d'Omsk el 1947, Vaino es va traslladar a l'Estònia, aleshores ocupada pels soviètics, i va començar a treballar en feines d'enginyeria i tècniques al ferrocarril. Es va unir al Partit Comunista de la Unió Soviètica (PCUS) el 1947. Va exercir com a secretari del Comitè Regional de Tallinn del Partit Comunista de 1948 a 1953. A les dècades de 1960 i 1970, també va exercir com a secretari del Comitè Central del Partit Comunista de la RSS d'Estònia. Es va graduar a l'Escola Superior del Partit per correspondència el 1957.

## Líder de la RSS d'Estònia
Després d'haver viscut els seus primers anys a Rússia, Vaino era un parlant nadiu de la llengua russa. No era capaç de parlar molt bé l'estonià, i ho feia amb un fort accent rus. Per això, se'l va anomenar  iestonià. El 26 de juliol de 1978, el primer secretari en funcions dels darrers 28 anys, Johannes Käbin, que es considerava massa moderat per a l’Estancament de Bréjnev, es va veure obligat a dimitir del seu càrrec i va ser substituït per Vaino.
Com a primer secretari, Vaino va adquirir la reputació de ser un rusificador extrem. Amb una actitud de menyspreu cap a la llengua i la cultura estoniana, no era popular entre els estonians. Va pronunciar discursos públics majoritàriament en rus, una excepció notable va ser en el 350è aniversari de la Universitat Estatal de Tartu, on va lliurar premis als treballadors universitaris, parlant en estonià amb un fort accent rus.

## Caiguda
A principis de 1988, el CPE es va dividir en nacionalistes comunistes i internacionalistes. Vaino era el líder d'aquest últim, mentre que el primer era dirigit per l'ambaixador soviètic a Nicaragua Vaino Väljas. Considerat massa conservador per l'elit de Moscou, després de gairebé 10 anys, Vaino es va veure obligat a dimitir del seu càrrec el 16 de juny de 1988, i substituït per Väljas. Vaino es va traslladar a Moscou, on va viure a partir d'aleshores. No va tornar a visitar Estònia.

## Vida personal i mort
La seva filla Eleonora Kotxetova és la nora de l'escriptor soviètic Vsevolod Kotxetov, i el seu fill Eduard és el vicepresident de Relacions Exteriors d'AvtoVAZ. Té dos néts, el polític rus Anton Vaino i el funcionari del Ministeri de l'Interior rus Andrei Vaino.
El 19 de febrer de 2022, es va anunciar que Vaino havia mort el 12 de febrer, a l'edat de 98 anys. Va ser enterrat el 14 de febrer al Cementiri Federal Militar Memorial.

## Premis
- 2 Ordes de Lenin (1981 i 1983)

- Orde de la Revolució d'Octubre (1971)

- 3 Ordes de la Bandera Roja del Treball (1959, 1965 i 1973)

- Medalla dels Treballadors Distingits (1950)